# Quattro principali leggende popolari cinesi
Le quattro grandi fiabe popolari cinesi, o le quattro grandi leggende popolari cinesi (中國四大民間傳說S, Zhōngguó sì dà mínjiān chuánshuōP), sono le quattro fiabe popolari più diffuse e che hanno avuto la maggiore influenza sul popolo cinese sotto forma di testi orali e scritti. Questi e altri racconti popolari o leggende costituiscono una parte importante della cultura popolare cinese e hanno un profondo impatto sulla vita del grande pubblico, sulla letteratura, sul teatro, sui musical e sui film successivi.
Le quattro grandi fiabe cinesi furono selezionate dal Movimento folcloristico negli anni '20 della Repubblica di Cina e includono:
- Leggenda di Liangzhu
- Meng Jiang Nü
- Leggenda del serpente bianco
- Il pastore e la tessitrice

Tutte vedono come tema principale una storia d'amore tra due personaggi e che "l'amore vince su tutto".
Se prima la virtù fondamentale era la pietà filiale, con il Movimento della Nuova Cultura e il Movimento del quattro maggio all'inizio del XX secolo, il nuovo valore divenne l'amore romantico, in cui gli intellettuali moderni criticarono il matrimonio combinato e la famiglia tradizionale cinese, difendendo la libertà dei giovani di scegliere il coniuge per vero amore, senza interferenze dei genitori. I significati iniziali dei racconti originali, tuttavia, erano diversi, compresi gli avvertimenti contro i pericoli della passione.